# Veľká Svišťovka
Veľká Svišťovka je hora ve Vysokých Tatrách na Slovensku, nadmořská výška činí 2038 m.

## Přístup
Jde o poslední vrchol na východní straně červeně značené Tatranské magistrály, která při cestě ze Skalnatého plesa na Zelené pleso vede jen několik desítek metrů od vrcholu. Cesta ze Skalnatého plesa trvá cca 1 h a 15 minut a ze Zeleného plesa 2 hodiny.